# Глаза дракона (фильм)
«Глаза дракона» (англ. Dragon Eyes) — остросюжетный боевик с Кунгом Ле в главной роли, в котором также снялись Жан-Клод Ван Дамм и Питер Уэллер. 9 апреля 2012 года состоялся релиз на DVD и Blu-ray, а 11 мая фильм был представлен в рамках фестиваля After Dark Action.

## Сюжет
Смелый и бдительный парень, устав от творящегося в Новом Орлеане беззакония и беспорядка, бросает вызов преступности.

## В ролях
- Кунг Ле — Райан Гонг
- Жан-Клод Ван Дамм — Тиано
- Питер Уэллер — мистер Ви
- Кристофер Ван Варенберг — сержант Фельдман
- Луис Да Силва[англ.] — Дэш
- Кристал Мантекон — Розанна
- Сэм Медина — Бигги
- Эрик Браун — Антионе
- Рич Клементи[англ.] — гангстер банды «Дьявольский пёс»
- Дэн Хендерсон — вышибала
- Гилберт Мелендес — Трей
- Тревор Пренгли — Лорд
- Джейсон Митчелл — Джей-Пёс